# Medalha Robert E. Horton
A  Medalha Robert E. Horton  é uma   recompensa científica  concedida  pela  União Geofísica Americana .  A distinção é conferida   em reconhecimento às  contribuições proeminentes  aos aspectos geofísicos da hidrologia.
A medalha foi instituída em 1974   em homenagem ao  cientistas norte-americano Robert Elmer Horton (1875-1945)  pelas importantes contribuições ao estudo do ciclo hidrológico.

## Laureados[1]
- 1976 - Walter B. Langbein
- 1978 - Harold A. Thomas, Jr.
- 1980 - William C. Ackermann
- 1982 - John R. Philip
- 1984 - Charles V. Theis
- 1986 - Abel Wolman
- 1988 - Peter S. Eagleson
- 1990 - Paul A. Witherspoon
- 1992 - Luna Leopold
- 1994 - Mikhail Budyko
- 1995 - Don Kirkham
- 1996 - Mark Meier
- 1997 - John D. Bredehoeft
- 1998 - Ignacio Rodriguez-Iturbe
- 1999 - Wilfried H. Brutsaert
- 2000 - M. Gordon Wolman
- 2001 - Donald R. Nielsen
- 2002 - Jean-Yves Parlange
- 2003 - Shlomo P. Neuman
- 2004 - Garrison Sposito
- 2005 - Gedeon Dagan
- 2006 - Thomas Schmugge
- 2007 - Rafael L. Bras
- 2008 - Vijay K. Gupta
- 2009 - William E. Dietrich
- 2010 - Jacob Bear
- 2011 - M. Sivapalan
- 2012 - Keith Beven
- 2013 - Soroosh Sorooshian[2]
- 2014 - W. James Shuttleworth
- 2015 - Günter Blöschl
- 2016 - Thomas Dunne